# Coggeshall Town FC
Coggeshall Town FC (celým názvem: Coggeshall Town Football Club) je anglický fotbalový klub, který sídlí ve městě Coggeshall v nemetropolitním hrabství Essex. Založen byl v roce 1878. Od sezóny 2018/19 hraje v Isthmian League North Division (8. nejvyšší soutěž). Klubové barvy jsou červená a černá.
Své domácí zápasy odehrává na stadionu West Street.

## Úspěchy v domácích pohárech
Zdroj:
- FA Vase
  - 3. kolo: 1974/75

## Umístění v jednotlivých sezonách
Stručný přehled
Zdroj:
- 1972–1986: Essex Senior League
- 1987–1989: Essex Senior League
- 1996–1998: Essex Intermediate League (Division Three)
- 1999–2000: Essex Intermediate League (Division Three)
- 2016–2017: Eastern Counties League (Division One)
- 2017–2018: Eastern Counties League (Premier Division)
- 2018– : Isthmian League (North Division)

Jednotlivé ročníky
Zdroj:
Legenda: Z - zápasy, V - výhry, R - remízy, P - porážky, VG - vstřelené góly, OG - obdržené góly, +/- - rozdíl skóre, B - body, červené podbarvení - sestup, zelené podbarvení - postup, fialové podbarvení - reorganizace, změna skupiny či soutěže
| Sezóny  | Liga                                       | Úroveň | Z  | V  | R | P  | VG  | OG  | +/-  | B   | Pozice |
| ------- | ------------------------------------------ | ------ | -- | -- | - | -- | --- | --- | ---- | --- | ------ |
| 1987/88 | Essex Senior League                        | 8      | 32 | 1  | 4 | 27 | 22  | 121 | -99  | 7   | 17.    |
| 1988/89 | Essex Senior League                        | 8      | 32 | 8  | 8 | 16 | 42  | 57  | -15  | 32  | 14.    |
| ...     |                                            |        |    |    |   |    |     |     |      |     |        |
| 1996/97 | Essex Intermediate League (Division Three) | 12     | 20 | 4  | 4 | 12 | 31  | 53  | -22  | 12  | 10.    |
| 1997/98 | Essex Intermediate League (Division Three) | 12     | 22 | 4  | 2 | 16 | 34  | 90  | -56  | 10  | 11.    |
| ...     |                                            |        |    |    |   |    |     |     |      |     |        |
| 1999/00 | Essex Intermediate League (Division Three) | 12     | 24 | 4  | 2 | 18 | 37  | 90  | -53  | 10  | 12.    |
| ...     |                                            |        |    |    |   |    |     |     |      |     |        |
| 2016/17 | Eastern Counties League (Division One)     | 10     | 40 | 27 | 9 | 4  | 127 | 34  | +93  | 90  | 2.     |
| 2017/18 | Eastern Counties League (Premier Division) | 9      | 46 | 37 | 4 | 5  | 145 | 26  | +119 | 115 | 2.     |
| 2018/19 | Isthmian League (North Division)           | 8      | 38 |    |   |    |     |     |      |     |        |